# HB Studio

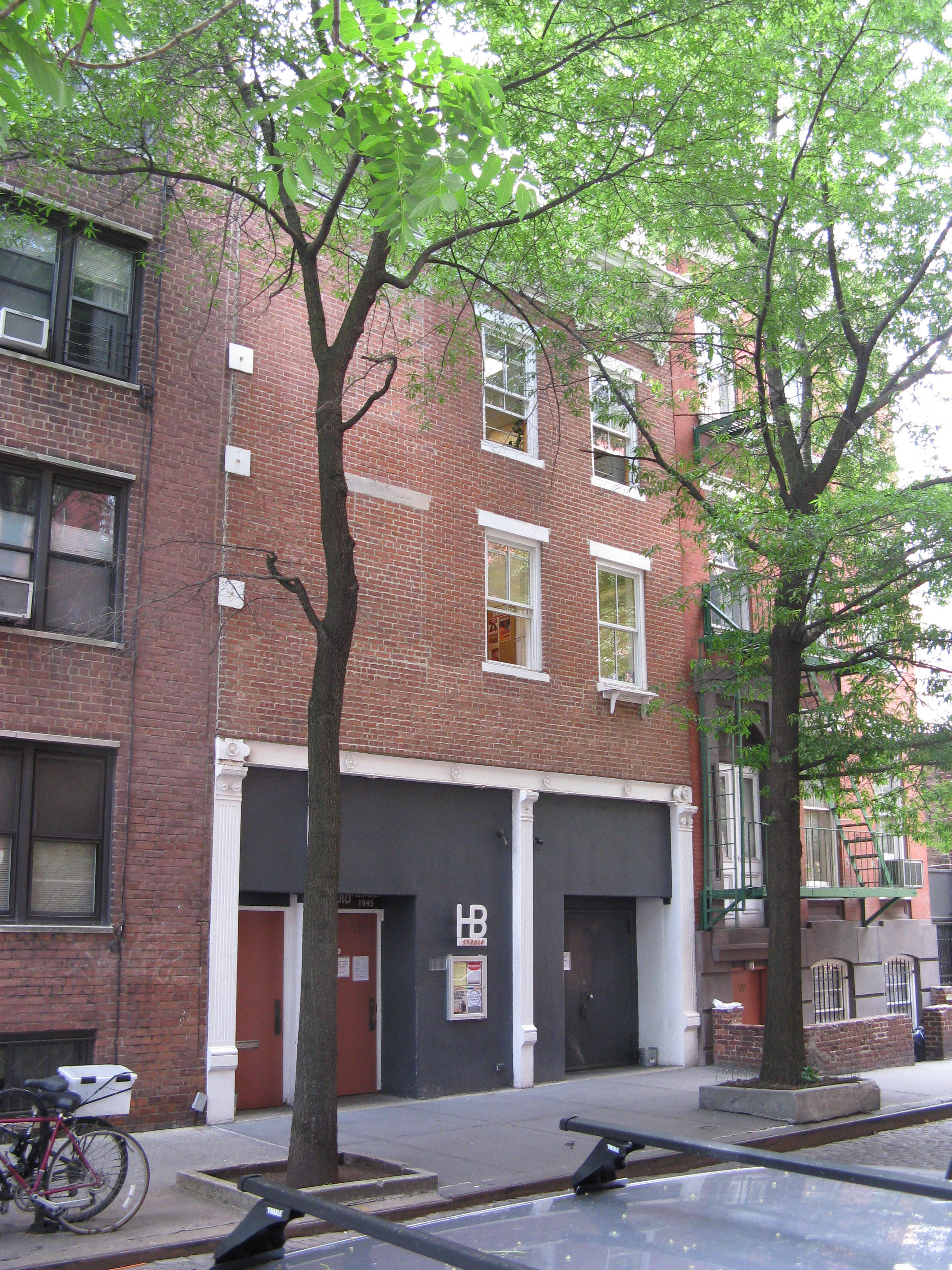

L'HB Studio est une école de théâtre située au 120 Bank Street, dans le quartier de Greenwich Village, à New York. Consacrée aux arts de la scène incluant  l'interprétation, mise en scène, dramaturgie, l'écriture de scénarios, le théâtre musical, le mouvement et la danse, les marionnettes, étude de dialecte, et l'analyse de la scène. Elle a été fondée par Herbert Berghof en 1945.
Pour y être admis il est nécessaire de passer une audition.
Le film Fame et la série Fame retracent le parcours d'élèves d'une école du même genre que HB Studio.

## Acteurs formés au HB Studio
- Steve McQueen, F. Murray Abraham, Anne Bancroft, Candice Bergen, Jeff Bridges, Matthew Broderick, Stockard Channing, Jill Clayburgh, Robert Culp, Robert De Niro,  Whoopi Goldberg, George Roy Hill, Hal Holbrook, Harvey Keitel, Jessica Lange, Jack Lemmon, Kenneth Lonergan, Anne Meara, Marsha Mason, Bette Midler, Liza Minnelli, Cynthia Nixon, Al Pacino, Geraldine Page, Sarah Jessica Parker, Charles Nelson Reilly, Christopher Reeve, Jason Robards, Herbert Ross, Kyra Sedgwick, Ray Sharkey[1], Maureen Stapleton, Jon Stewart, Jerry Stiller, Barbra Streisand, Sigourney Weaver, and Gene Wilder[2].